# Kako su komunisti osvojili vlast: 1944. – 1946.
Kako su komunisti osvojili vlast: 1944. – 1946. knjiga je slovenske povjesničarke Jerce Vodušek Starič. U knjizi opisuje ciljeve jugoslavenskih komunista u Sloveniji koji su oružanu borbu u Drugom svjetskom ratu maskirali lažnim imenom pokreta “Osvobodilna fronta”. U knjizi opisuje kako su hrvatski i srpski komunisti u Nezavisnoj Državi Hrvatskoj oružanu borbu maskirali identičnim lažnim imenom takozvanog "Narodnooslobodilačkog pokreta".[nedostaje izvor]
Uz brojne izvorne dokumente objašnjava kako su jugoslavenski komunisti svoje ciljeve i svoj totalitarni režim ostvarili na kraju rata revolucionarnim terorom. U knjizi se navodi da jugokomunisti nisu imali obzira prema političkim protivnicima,  “klasnom neprijatelju”, i prema političkim protivnicima. Prema revolucionarnoj pragmatici neprijatelje se nije smatralo ljudima, sve metode ugnjetavanja bile su dopuštene čovjek: osobe su smatrane samo kao smetnja koju je trebalo ubiti i zatrti.
Prema autorici, slogan “klasna borba” bila je za jugokomuniste pokriće za progon, “preodgoj” i ubijanje nedužnih ljudi.
Knjiga je izvorno objavljena 2007. godine.

## Hrvatsko izdanje
- izdavač: Naklada Pavičić, Zagreb
- godina: 2007.
- ISBN 953-6308-64-9

## Vanjske poveznice
- Tatjana Šarić. Osuđeni po hitnom postupku: uloga represivnih tijela komunističke vlasti u odnosu na smrtne osude u Hrvatskoj